# 415 Palatia
415 Palatia (mednarodno ime je tudi 415 Palatia) je asteroid, ki kaže lastnosti dveh tipov D  in P (po Tholenu), v asteroidnem pasu. 

## Odkritje
Asteroid je odkril nemški astronom Max Wolf ( 1863 – 1932) 7. februarja 1896 v Heidelbergu, Nemčija. Imenuje se po Electoral Palatinate, ki je bila pokrajina Svetega rimskega cesarstva na področju sedanje Nemčije.

## Lastnosti
Asteroid Palatia obkroži Sonce v 4,66 letih. Njegova tirnica ima izsrednost 0,302, nagnjena pa je za 8,174° proti ekliptiki. Njegov premer je 76,34 km .